# Qaraqash
Qaraqash, även känt som Moyu, är ett härad som lyder under prefekturen Hotan i Xinjiang-regionen i nordvästra Kina. Det ligger omkring 980 kilometer sydväst om regionhuvudstaden Ürümqi.